# Piper ellipticifolium
Piper ellipticifolium är en pepparväxtart som beskrevs av Truman George Yuncker. Piper ellipticifolium ingår i släktet Piper och familjen pepparväxter. Inga underarter finns listade i Catalogue of Life.